# Provinciale weg 444
De provinciale weg 444 (N444) is een provinciale weg in de provincie Zuid-Holland. De weg vormt een verbinding tussen Warmond en Noordwijk. Ten westen van Warmond heeft de weg een aansluiting op de A44 richting Amsterdam en Den Haag, ten oosten van Noordwijk heeft de weg een aansluiting op de N206 richting Haarlem en Leiden.
De weg is uitgevoerd als tweestrooks-gebiedsontsluitingsweg met buiten de bebouwde kom een maximumsnelheid van 80 km/h. In de gemeente Teylingen draagt de weg de straatnamen Haarlemmertrekvaart en Leidsevaart (beide verwijzende naar de trekvaart Haarlem-Leiden, die ook wel Haarlemmertrekvaart of Leidsevaart genoemd wordt). In de gemeente Noordwijk heet de weg Van Berckelweg.
In 2008 en 2009 is de N444 ter hoogte van de aansluiting op de N206 gerenoveerd. De kruisingen tussen de op- en afritten en de hoofdrijbanen van de N444 zijn uitgevoerd als rotondes. In juni 2009 is de deklaag op het asfalt aangebracht waarmee de werkzaamheden zijn afgesloten.